# Jiluka
Jiluka (ジルカ Jiruka?, estilizado como JILUKA) es una banda japonesa visual kei metal formada inicialmente en mayo de 2013 pero reiniciada en febrero de 2015. El grupo es una banda independiente bajo su propia compañía discográfica, Faizh Music, consistiendo de los miembros Ricko, Sena, el compositor, Boogie y Zyean. Han lanzado 8 álbumes (1 studio album, 6 miniálbumes y 1 greatest hits) y 12 sencillos hasta el momento. Jiluka fueron llamados "Modern metal visual kei (V系モダン・メタル V-kei modan metaru?)", pero luego esto cambió a "Electro Gothic Metal (EGM)".
Ocuparon el puesto número 12 en el top 15 de artistas visual kei y rock japonés de JRock News de 2019, tercero a partir de 2021  y segundo en 2024, solo detrás de The Gazette.

## Carrera

### 2013–2016: Primeros años
Jiluka se formó originalmente en febrero de 2013 por Ricko, Sena, Boogie y JaiL, debutando el 6 de mayo de 2013. Sin embargo, JaiL anunció en junio que dejaría la banda después de un último concierto el 21 de diciembre de 2013, lo que provocó una pausa en las actividades del grupo. La banda reinició en 2015 con un nuevo baterista, Zyean, lanzando su sencillo debut "Screamer" y luego, el 8 de abril, el EP Brave Agonistic Letters Under Segregation. El segundo sencillo, "Lluvia", fue lanzado el 11 de noviembre. El 20 de abril de 2016, lanzaron el tercer sencillo "Faizh" y realizaron su primer concierto en solitario el 21 de mayo en Ikebukuro.

### 2017–2020: Primer álbum de estudio y giras de Mad Pit
En 2017 lanzaron su tercer EP, titulado Xenomorphic, el 28 de junio. El sencillo limitado "Hellraiser" se lanzó para compra exclusiva en el concierto del 20 de mayo de 2018 en Tsutaya-O West. Metamorphose, el primer álbum de larga duración de la banda, se lanzó el 12 de septiembre de 2018 y alcanzó el número ocho en las listas de álbumes Oricon Indies. El 16 de diciembre, el grupo actuó en Metal Square vol. 4 festival en Shibuya, con otras bandas como Dimlim, Nocturnal Bloodlust y Deviloof.
En 2019, patrocinaron el Mad Pit Tour 2019 y se embarcaron en él con otras bandas como Deviloof, Dexcore y Victim of Deception. El 29 de mayo, lanzaron un álbum de covers titulado Polyhedron, conteniendo covers de canciones de Do As Infinity, Joe Yellow, Hatsune Miku, entre otros. Jiluka participó en una colaboración con la banda breakin' holiday  y el 3 de agosto, los dos grupos actuaron juntos y lanzaron un álbum titulado B'H⇄JLK, en el que Juri, cantante principal de breakin' holiday, canta "Twisted Pain" de Jiluka y Ricko canta "Lilith" de breakin' holiday. El disco estaba limitado a la compra el mismo día del espectáculo. El 13 de noviembre se lanzó el álbum de grandes éxitos Xanadu junto con una nueva versión del video musical de "Screamer" del EP debut Brave Agonistic Letters Under Segregatio n. El álbum también incluyó una nueva canción, "Elice in Slow Motion".
En febrero de 2020, actuaron en Tsutaya-O West, celebrando los 5 años de la banda. De junio a julio patrocinarían el Mad Pit Tour 2020, sin embargo, fue cancelado por completo debido a la pandemia de COVID-19. El 3 de octubre se embarcaron en otra gira nacional, pero esta vez con público limitado debido a la pandemia, que finalizó el 29 de noviembre en Shibuya. Esta gira fue para promocionar el nuevo EP, Xtopia, lanzado el 14 de octubre. Del 30 de agosto al 12 de septiembre de 2020, se embarcaron en una gira junto con Leetspeak Monsters.

### 2021-presente:Idolay gira mundial K4RMA

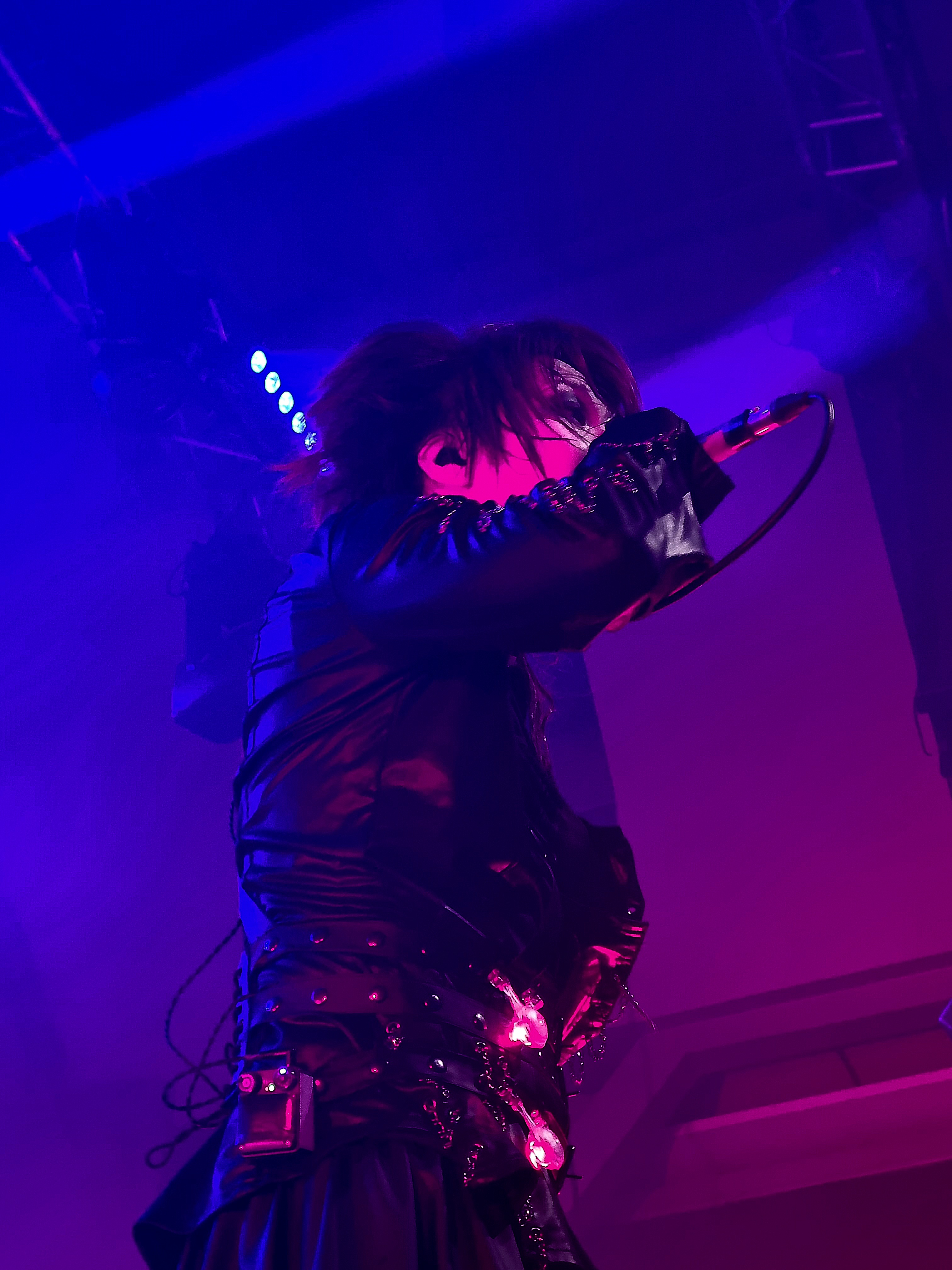
Debido al éxito de K4RMA, Jiluka se embarcó en una segunda gira por Europa el mismo año. (Imagen: vocalista Ricko)

Jiluka realizó un espectáculo en línea gratuito disponible en todo el mundo desde Twitch organizado por la tienda Chaotic Harmony el 21 de febrero de 2021. En la segunda mitad del año, se anunció el nuevo álbum Idola, previsto para el 15 de septiembre, y el video musical de "Kumari" se subió a YouTube en agosto. El DVD Live: The Synergy se vendió exclusivamente en la última actuación de la gira de promoción de Idola, celebrada el 18 de marzo de 2022 en Tokio. Otra gira junto a Leetspeak Monsters comenzó el 1 de mayo de 2022, y un CD colaborativo entre las dos bandas, Amphisbaena, se vendió exclusivamente en estos shows. Producido por Jeff Dunne, el sencillo digital "Blvck" fue lanzado en septiembre.
El Mad Pit Tour 2022 comenzó en noviembre. Mientras tanto, Zyean apoyó el proyecto en solitario de Cazqui ( Nocturnal Bloodlust ), Cazqui's Brutal Orchestra, en el lanzamiento de "The Button Eyes". Sena y Boogie, modelos de la marca Moi-même-Moitié de Mana, participaron en un evento de la marca el 19 de diciembre. El 18 de febrero de 2023, Jiluka participó en el festival Dex Fest 2023, organizado por Dexcore. Ese mismo mes lanzaron el sencillo «Overkill», al que le siguió «Venom» en septiembre.
Jiluka hizo su primera actuación en los Estados Unidos en octubre en el Anime Weekend Atlanta 2023. Un mes después, se reveló que tocarían en el Evil Live Festival en Lisboa, Portugal, convirtiéndose en la primera banda visual kei en actuar en el país. Aprovechando la fecha del festival, la banda anunció su primera gira mundial bautizada como K4RMA con cinco fechas en solitario en Europa; en las ciudades de Bratislava, Varsovia, Colonia, París y Londres las cuales agotaron todas sus entradas, más el Resurrection Fest en España y un espectáculo en Los Ángeles en julio. Debido al éxito de K4RMA, regresaron a Europa en septiembre con K4RMA - The Return, esta vez con dos nuevos países: Italia y Finlandia, y finalizándolo con un espectáculo en China. Una gira de cuatro fechas en Estados Unidos comenzó a finales de octubre.
El 16 de febrero de 2025, Jiluka lanzó el sencillo "KVLT", promocionado por dos conciertos llamados "Dominvant" en Osaka y Tokio. La versión física del sencillo se venderá en la segunda fecha. El 8 de marzo comenzó una extensa gira por Estados Unidos, como teloneros de Imminence junto a Landmvrks. En junio, Jiluka comenzará su gira mundial 2025 The KVLT, que esta vez incluirá Sudamérica además de Europa. Los espectáculos de apertura y cierre de la gira serán en Tokio. En Brasil tocarán en el Anime Summit.

## Estilo musical

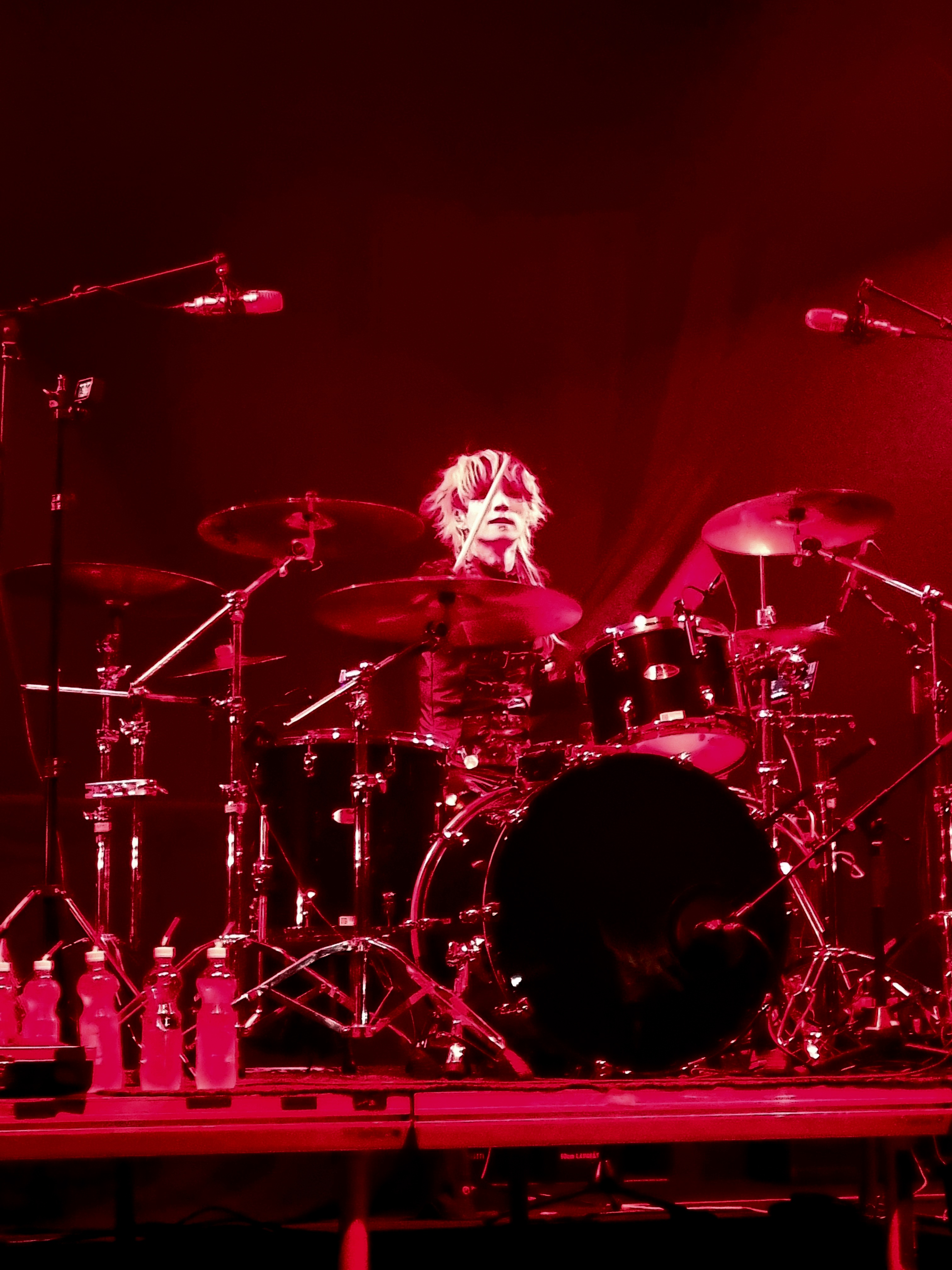
Zyean, que escucha una amplia variedad de bandas de metal, dijo que no le gustaba tocar la batería en la escuela secundaria.

La musicalidad de Jiluka se presenta como metal, principalmente metalcore. Al describir "Twisted Pain", Jrock News afirmó que la canción presenta "batería potente con pedales dobles, un elegante solo de guitarra y voces con un fuerte grito". Barks afirmó que «el sonido técnico e intenso de la banda llama la atención»  y, al comentar sobre «Divine Error», la describe como «una melodía pesada». La banda también incorpora elementos de hip hop y música electrónica de baile en su música.

### Influencias
Jiluka cita como su principal influencia, entre todos los miembros, a la banda japonesa X Japan. Sena dice que solía escuchar hip-hop hasta que un amigo lo instó a escuchar " Kurenai " de X Japan; se convirtió en guitarrista inspirado por hide y Pata. Después de eso, buscó otros artistas de rock. En una entrevista con Gekirock, Sena menciona a Kansas, Rixton, Boston y Hikaru Utada como los artistas que le gustan. Ricko dice que le gusta el rap, que es fan de Linkin Park y que también solía escuchar L'Arc-en-Ciel. Boogie afirma que escucha un poco de todo, como Luna Sea y Korn, pero Slipknot lo introdujo al metal. Zyean dice que escucha mucho metal y sus subgéneros, como Metallica, Bullet for My Valentine, Rhapsody of Fire, Behemoth, entre muchos otros.
Todos los integrantes afirman que al inicio de sus carreras musicales provenían de posiciones diferentes. Ricko solía tocar la guitarra, pero la banda de la que formaba parte no tenía vocalista y, a pesar de sentirse inseguro, comenzó a cantar. Aunque las influencias de Sena lo animaron a tocar la guitarra, inicialmente tocó la batería, según afirmó él mismo. Zyean comenzó a escuchar death metal y otros tipos de metal extremo cuando era estudiante. Era un vocalista autodidacta que también tocaba la guitarra y el bajo: «Para ser sincero, no quería tocar la batería en ese entonces». En otra entrevista, afirmó que un compañero baterista lo convenció para que tocara. Al igual que Ricko, Boogie dijo que faltaba un bajista en la banda en la que fue invitado a tocar.

## Miembros
- Ricko (リ コ) - voz (2013-presente)
- Sena (セナ) - guitarra (2013-presente)
- Boogie (ブギー) - bajo (2013-presente)
- Zyean (ジェーン) - batería (2015-presente)

### Antiguos miembros
- JaiL – batería (2013)

## Discografía

### Álbumes
- Brave Agonistic Letters Under Segregation (8 de abril de 2015)
- Destrieb (5 de agosto de 2015)
- Xenomorphic (28 de junio de 2017) (Oricon Albums Chart : 257 )
- Metamorphose (12 de septiembre de 2018) (Lista de álbumes de Oricon: 67; Álbumes independientes: 8 [13])
- Polyhedron (29 de mayo de 2019) (Oricon: 102)
- Xanadu (13 de noviembre de 2019) (Oricon: 83)
- Xtopia (14 de octubre de 2020) (Oricon: 88)
- Idola (15 de septiembre de 2021) (Oricon: 125)

### Sencillos
- "Screamer" (4 de febrero de 2015)
- "Lluvia" (11 de noviembre de 2015)
- "Faizh" (20 de abril de 2016, Oricon Singles Chart: 157)
- "Divine Error" (21 de diciembre de 2016, Oricon: 110)
- "Ajna -SgVer-" (25 de octubre de 2017, Oricon: 186)
- "Hellraiser" (20 de mayo de 2018)
- "Ignite" (1 de julio de 2020)
- "Blvck" (28 de septiembre de 2022)
- "Venom" (27 de octubre de 2023)
- "Overkill" (8 de marzo de 2023)
- "S4vage" (10 de octubre de 2024)
- "Kvlt" (8 de febrero de 2025)